# 木地谷厚子
木地谷 厚子（きちや あつこ）は、日本の女優。神奈川県出身。ギュラ所属。元制服向上委員会メンバー。

## 出演作品

### テレビドラマ
- LIAR GAME
- 月曜ゴールデン離婚妻探偵（2006年11月27日、TBS） - 上原由香理 役
- 雨やどりの恋
- 恋に落ちたら
- 離婚弁護士
- Sunny-Side-UP - 篠原広海

### CF
- 富士通 FMV
- アルペン
- JR東海 EX-IC「スタート篇」
- National 掃除機「同時にお掃除編」
- エスエス製薬 ハイチオールCプルミエル
- 中国電力
- トヨタホーム
- アートネイチャー
- 任天堂 Will
- 明治製菓 アミノコラーゲン
- 東芝 FIFAオフィシャルITパートナー
- アリコジャパン 新・ガン保険
- キリンビール 勝ちTキャンペーン
- ANA名古屋
- NTT東日本 キャラクター電報
- 紳士服の青山
- 東京建物
- 香港キャッシュカード
- 日清 goota
- 日本テレコム
- サントリー マグナムドライ
- ヤマサ 昆布つゆ
- 三井住友海上火災

### アニメ
- 変 - 吉田ちずる